# Эгмонт, Луи
Луи д'Эгмонт (фр. Louis d'Egmont; 1600 — 27 июля 1654, Сен-Клу) — 8-й граф Эгмонт, 5-й принц Гаврский, гранд Испании 1-го класса, рыцарь ордена Золотого руна.
Сын графа Шарля II д'Эгмонта и Марии де Ланс.
Посол правительницы Испанских Нидерландов инфанты Изабеллы при испанском дворе; был назначен дворянином Палаты короля. В 1624 году был пожалован в рыцари ордена Золотого руна. 
Принял титул герцога Гельдерна и Юлиха, как наследник герцогини Иоанны Гельдернской, и пытался добиться фактического владения этими землями. 
Изгнанный король Англии Карл II обещал ему свою помощь, если Луи сумеет склонить правительство Франции на его сторону. Граф направился с дипломатической миссией к французскому двору, но умер во время этой поездки в парижском пригороде Сен-Клу.

## Семья
Жена (9.02.1621): графиня Мария-Маргарита де Берлемон, баронесса д'Экорне (ум. 17.03.1654), дочь графа Флорана де Берлемона, рыцаря ордена Золотого руна, и графини Маргариты де Лален, вдова Антуана III де Лалена, графа ван Хогстратен и де Реннебург
Дети:
- Филипп-Луи д'Эгмонт (1623—1682), граф Эгмонт. Жена (24.08.1659): Мария Фердинанда де Крой (ум. 1683), маркиза де Ранти, дочь Шарля-Филиппа-Александра де Кроя, герцога д'Авре, и Мари-Клер де Крой